# Jungcsou
Jungcsou (egyszerűsített kínai írással: 永州市, pinjin: Yǒngzhōu) prefektúra szintű város Kínában, Hunan tartományban. Lakosainak száma 5 289 824 fő (2020).

## Népesség
| 2018 | 5 452 100 |
| 2020 | 5 289 824 |

## Testvérvárosok
- Maringá